# Calyptocephalellidae
A Calyptocephalellidae a kétéltűek (Amphibia) osztályába és  a békák (Anura) rendjébe tartozó  család. A családba
2 nem és  4 faj tartozik.

## Rendszerezés
- Calyptocephalella – Strand, 1928
- Telmatobufo –  Schmidt, 1952

## Elterjedése
A családba tartozó fajok Chile középső és déli részének hegyvidékes területein honosak.